# Jedwabne
Jedwabne je město v severovýchodním Polsku v Podleském vojvodství v okrese Lomže. Je sídlem stejnojmenné městsko-vesnické gminy. Obyvatelé se živí převážně zemědělstvím, turisté do oblasti okolo města přijíždějí za sousední přírodní rezervací Biebrzanský národní park, největším národním parkem v Polsku. V roce 2024 zde žilo 1 676 obyvatel.

## Historie
Ve městě se 10. července 1941, krátce po obsazení německou armádou, udál pogrom na Židy, při němž bylo zabito asi 340 lidí. Teprve roku 2000 odhalil americký historik J. T. Gross, že pachateli nebyli Němci, nýbrž místní Poláci, což vyvolalo vášnivou celospolečenskou debatu v Polsku.

## Obyvatelstvo
Město mělo v roce 2013 celkem 1 732 obyvatel.

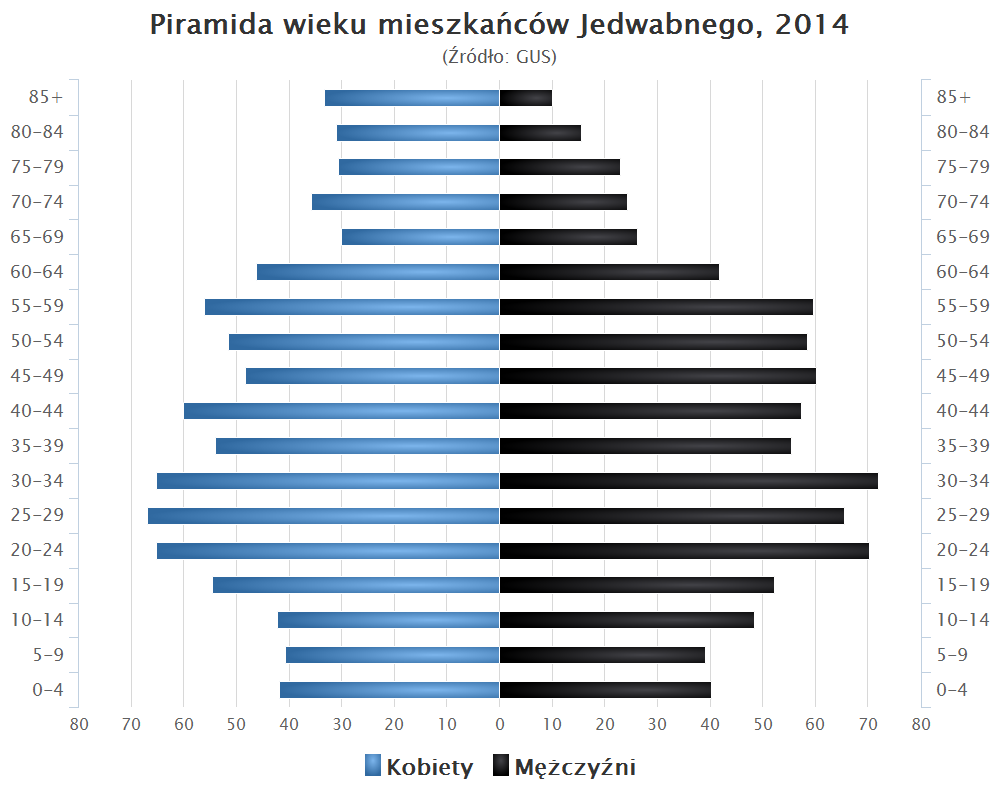
Věková struktura obyvatelstva